# Municipio de Witten
El municipio de Witten (en inglés: Witten Township) es un municipio ubicado en el condado de Tripp en el estado estadounidense de Dakota del Sur. En el año 2010 tenía una población de 21 habitantes y una densidad poblacional de 0,28 personas por km².

## Geografía
El municipio de Witten se encuentra ubicado en las coordenadas 43°27′44″N 100°4′5″O / 43.46222, -100.06806. Según la Oficina del Censo de los Estados Unidos, el municipio tiene una superficie total de 73.92 km², de la cual 73,22 km² corresponden a tierra firme y (0,95 %) 0,7 km² es agua.

## Demografía
Según el censo de 2010, había 21 personas residiendo en el municipio de Witten. La densidad de población era de 0,28 hab./km². De los 21 habitantes, el municipio de Witten estaba compuesto por el 85,71 % blancos, el 9,52 % eran amerindios y el 4,76 % eran de una mezcla de razas. Del total de la población el 0 % eran hispanos o latinos de cualquier raza.